# Армеллини, Мариано
Мариано Армеллини (итал. Mariano Armellini; 7 февраля 1852, Рим — 24 февраля 1896, Рим) — итальянский историк и археолог.

## Биография
Мариано был сыном Тито Армеллини, профессора естественной истории в римском Университете Сапиенца, и Аделаиды Поджоли. Он был единственным из десяти детей, который не последовал религиозному призванию, но был «убеждённым сторонником общества, вдохновленного идеалами веры»; в этом свете объясняется интерес, который подвиг его к изучению памятников христианской древности.
В возрасте восемнадцати лет Армеллини стал учеником Джироламо Б. Де Росси и посвятил себя христианской археологии. Он посещал курс богословия в Римском коллегиуме (Collegio Romano), закончив его в Григорианском университете. В 1880 году получил докторскую степень. В том же году папа Лев XIII назначил его хранителем секретных архивов Ватикана; впоследствии он призвал Армеллини преподавать христианскую археологию в звании профессора Папской семинарии (Seminario Pontificio, 1884) и Коллегии пропаганды Веры в Риме (Collegio Urbano De Propaganda Fide, 1889).
Мариано Армеллини сделал важные открытия в изучении катакомб Рима. Он открыл склеп, как он полагал, первомученицы Святой Эмеренцианы (позднее это не подтвердилось) и исторические граффити в раннехристианских захоронениях на Виа Номентана недалеко от церкви Сант-Аньезе-фуори-ле-Мура, на кладбище Претекстата на Аппиевой дороге (1874). Затем он обратился к изучению некрополей на Виа Латина, после чего в 1874 году опубликовал небольшой том, в котором сообщил об открытии трёх групп захоронений. Мариано Армеллини работал над коллекцией документов, касающихся священных зданий Рима, что сделало их главным предметом его сотрудничества в «Ежемесячной хронике» (Cronachetta mensuale), периодическом издании, посвященном открытиям естественных наук, основанном аббатом Пьетро Армеллини в 1867 году.
С 1880 года учёный начал сбор историко-архивных материалов, касающихся церквей Рима, а по смерти отца, в 1881 году, сначала поставил археологический раздел ежемесячника перед разделом естественных наук, а затем в 1891 году преобразовал периодическое издание в ежемесячную «Хронику археологии». В 1887 году он, наконец, увидел долгожданный том о церквях Рима с момента их возникновения до шестнадцатого века, который во втором издании был расширен до «Церкви Рима с четвёртого по девятнадцатый век» (1891; критическое издание в двух томах вышло в 1942 году под редакцией Ч. Чеккелли).
Армеллини также посвятил себя описанию римской жизни в Средние века и в эпоху Возрождения. Однако он внезапно скончался 24 февраля 1896 года. Мариано Армеллини был одним из основателей «Collegium Cultorum Martyrum» (1879), членом многих академий и археологических обществ. Свидетельством его способностей как учителя являются «Уроки христианской археологии», напечатанные посмертно (1898) его другом Г. Аспрони, который добавил биографическую справку и список всех публикаций Армеллини.

## Основные труды
- Римские катакомбы (Le catacombe romane)

- Перепись города Рима (Un censimento della città di Rom). 1882

- Церкви Рима (Le сhiese di Roma). 1887; 1942

- Церкви Рима с IV по XIX век (Le chiese di Roma dal secolo IV al XIX). 1891

- Древние христианские кладбища Рима и Италии (Gli antichi cimiteri cristiani di Roma e d’Italia). 1893